# Enyalioides heterolepis
Enyalioides heterolepis är en ödleart som beskrevs av  Bocourt 1874. Enyalioides heterolepis ingår i släktet Enyalioides och familjen Hoplocercidae. Inga underarter finns listade i Catalogue of Life.